# Каліга
Каліга (пол. Kaliga) — село в Польщі, у гміні Радошиці Конецького повіту Свентокшиського воєводства.
Населення — 133 особи (2011).
У 1975-1998 роках село належало до Келецького воєводства.

## Демографія
Демографічна структура на день 31 березня 2011 року:
|          | Загалом | Допрацездатний вік | Працездатний вік | Постпрацездатний вік |
| -------- | ------- | ------------------ | ---------------- | -------------------- |
| Чоловіки | 67      | 15                 | 45               | 7                    |
| Жінки    | 66      | 17                 | 35               | 14                   |
| Разом    | 133     | 32                 | 80               | 21                   |